# 楊国
楊 国（よう こく、? - 356年）は、前仇池の第5代君主。父は楊初。子の楊安は前秦に仕え、多数の武勲を挙げて軍の中核を為した。

## 略歴
347年10月、父の楊初が東晋に使者を派遣して称藩すると、楊国は鎮東将軍・武都郡太守に任じられた。
355年1月、楊毅の末弟である楊宋奴は妻の兄弟である梁式王に命じ、楊初を殺害させた。楊国は側近を率いて梁式王と楊宋奴を殺害し、後を継いだ。東晋の征西将軍桓温の上表により、楊国は鎮北将軍・秦州刺史・平羌校尉に任じられ、子の楊安は振威将軍・武都郡太守に任じられた。
356年、楊国の叔父の楊俊に殺害され、楊俊は仇池公を称して自立した。楊安は前秦へ亡命した。